# 増解結

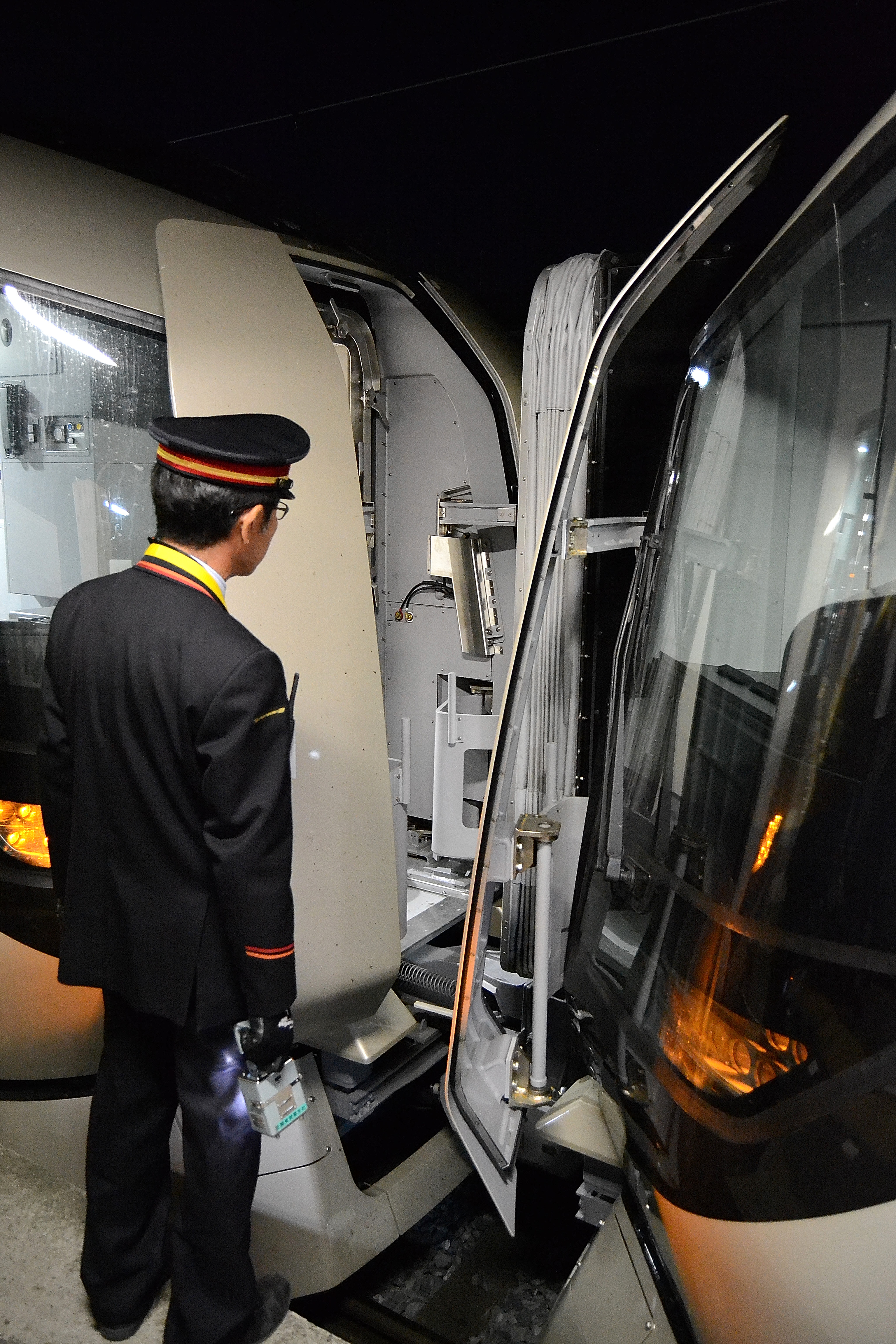
下今市駅での増結

増解結（ぞうかいけつ）とは、鉄道車両の編成を運行中に増結（ぞうけつ）、および解放（かいほう、切り離し）することである。
増解結は以下の状況において行われる。
1. 2系統以上の編成が一つの編成として運行されるとき（多層建て列車）。#分割併合で後述する。
2. ホーム有効長の都合上や、旅客需要が極度に増減するとき。
3. 専用線発着以外の「車扱」貨物列車の基本的な運行方法。入換と操車場を参照。

旅客列車の増解結は主に車両基地が所在する駅や、列車の運用の拠点駅、旅客需要が変動する境となる駅、もしくは複数の路線が合流・分岐する駅で行われる（正確には、上記の条件のうち増解結に要する地上作業を行う作業員が存在する駅、となる）。

## 増結
増結は、2編成以上の車両を連結し1編成にすることを指す。そのうち、列車の前部に車両を連結することを前付、列車の後部に車両を連結することを後付という。多客時などにおいて、通常の編成に追加される車両や、増結用途の車両・編成自体を、増結や増結車と呼ぶことがあり、このとき、号車番号は元の編成の最も大きい号車の続きとなる。列車の中間や1号車の前に連結されるときは、「増1号車」や「増21号車」などされる。小田急3000形電車 (初代)では、多客時の増結において同一編成を2本連結し、A編成・B編成と称して号車番号を重複させた。
列車運用の拠点駅での増結は、乗客が乗っている編成に追加して空車の編成を連結することが多い。増結を行う際の停車時間は他と比べ長く確保される場合が多い。
1980年代以降は、増解結する可能性を想定して電気連結器や自動解結装置を装備した車両が増えている。また併結時は、恒常的に貫通状態としている場合、自動貫通幌引出装置を搭載していることもある。これにより、増解結に要する時間が短縮されている。なお、自動解結装置を装備しない車両は、連結後に作業員が手作業でブレーキ管やジャンパ栓などの接続・解放を行う必要がある。
一例として、常磐線土浦駅における上り列車（上野方面行）への増結は以下の手順となる。
1. 水戸方面から上り列車が到着。客用扉を開けて客扱いを行う。
2. この間に、水戸方面にある土浦運輸区電留線から増結する編成が入線。客が乗っている編成の手前で停車。
3. 駅員の無線誘導により増結編成を連結。連結完了後、増結編成の客用扉を開けて客扱いを行う。

また、南海電気鉄道高野線や近畿日本鉄道南大阪線、名古屋鉄道犬山線、阪神電気鉄道尼崎駅、多層建てとなっているJRの一部特急列車での増結方法は以下の手順となる。
1. 付属編成がホームに待機する。
2. 基本編成が誘導信号機の停止指示により駅手前で停止する。このとき、付属編成が客扱いをしているときは、一旦車両の客用扉を閉める。
3. 誘導信号機の進行指示により、15km/h以下でホームに進入し、駅員の示す手信号に従い付属編成の手前で停止する。その後基本編成の客用扉を開けて客扱い開始。
4. 駅員の指示により（近鉄と阪神では「連結」と呼称）ゆっくり付属編成が接近し連結完了。付属編成の客用扉を再度開けて客扱いを行う。

南海高野線や近鉄南大阪線では、ダイヤの都合上付属編成がホームに待機していないときがある。その場合、基本編成が先にホームに進入し客扱いをしている最中に付属編成が同じホームに進入し、基本編成の手前で一旦停止し、その後ゆっくり接近し連結となる。古市駅の場合、改札が南寄りの1か所しかないため、基本編成は到着後、客扱いをするがすぐに扉を閉めて付属編成が入りきる場所に移動し、再度客扱いをする。また同様の方法を行なっているJRの特急列車の一部では、基本編成は客扱いを終了すると乗客を乗せた状態で一旦、引き上げ線まで回送し、付属編成のホームへの待機が完了すると基本編成が再度ホームへ入線し、併結する方法をとっている。
また、京急の京急川崎駅での下り線でとられていた増結方法は以下の手順である。
1. 羽田空港発の4両増結編成が品川方の引き上げ線に入線しいったん停車する。
2. 後続の8両の快特が5番線に進入し、客扱いを行う。
3. この間に、品川方の引き上げ線から4両増結編成が入線。8両の快特の手前で停車。
4. 誘導により増結編成を連結。連結完了後、増結編成の客用扉を開けて客扱いを行う。

## 解放
解放とは、編成の一部車両をその編成から切り離すことを指す。そのうち、列車の前部の車両を解放することを前抜、列車の後部の車両を解放することを後抜という。
解放の例として、優等列車の一部車両を切り離し各駅停車とする運行が挙げられる。これにより、解放が行われる駅以遠において、優等列車が通過する通過駅を利用する旅客需要に対して各駅停車の運行による補完が可能となる。あるいは切り離した車両を、解放した駅始発の列車として、逆方向へ折り返し運転する場合もある。
南海高野線の場合、
1. 難波方面から下り列車が到着。
2. 到着後全車の客用扉を開けて客扱いを行う。その間付属編成と基本編成の間に構内運転士が乗り込み、解放の準備をする。
3. 準備終了後、直ちに付属編成側で自動解結装置のスイッチを「運転」位置から「解放」位置に操作することで、連結が解放される。
4. 付属編成に乗り込んでいる構内運転士が、運転席の窓から半身乗り出して後方へ向かって、「バックしまーす」と乗客に対して声を掛ける。
5. 乗客の乗降が完全に終わったことを確認すると、付属編成が客用扉を開扉したまま後退して停車。付属編成が折り返し営業列車となる場合はそのまま開扉で客扱いを継続するが、折り返し回送車となる場合は閉扉する。

## 分割併合
1本の旅客列車を途中駅で2本以上の列車に分けることを分割、逆に2本以上の列車を連結して1本の列車とすることを併合といい、両者を総称して分割併合または分合という。ただし、途中駅で一部の編成を解放あるいは連結する場合で、当該一部編成が自力運転可能な編成単位にまとまっていない場合には、分割併合とは呼ばない。